# イェリン
イェリン（朝: 예린、中: 睿隣、英: Yerin、1996年8月19日 - ）は、韓国出身の歌手、女優。女性アイドルグループ・GFRIENDのメンバー。身長168cm、血液型O型。仁川広域市桂陽区（出生はソウル特別市）出身。

## 来歴
2015年1月15日、GFRIENDのメンバーとしてデビューした。
2016年1月、SBS MTV『THE SHOW』でチョウミと共にMCを務めた。
2021年5月22日、所属事務所「SOURCE MUSIC」との契約を終了し、GFRIENDとしての活動を終える。同年6月、ソロ歌手および女優として活動をするためにSublimeに移籍を発表。
2022年5月18日、ミニアルバム『Aria』を発売し、ソロ歌手としてデビュー。

## 作品

### ミニアルバム
| No. | タイトル                           | 収録曲                                                                                    |
| --- | ---------------------------------- | ----------------------------------------------------------------------------------------- |
| 1st | ARIA （2022年5月18日）             | 1. Intro : Bloom 2. ARIA 3. Believer 4. Lalala 5. 시간 (Time)                             |
| 2nd | Ready, Set, LOVE （2023年8月23日） | 1. 밤밤밤 (Bambambam) 2. 루프탑 (Summer Charm) 3. THE DANCE 4. 밤밤밤 (Bambambam) (inst.) |

### コラボレーション
- 왜 또 봄이야（なぜまた春なの？） - イェリン、チャオ・ルー、Kisum（2017年3月16日）

### OST
- 春 - グッジョブOST Part4収録（2022年）

## 出演

### テレビ番組
- THE SHOW（2016年）- MC
- ビューティータイム3（2021年）
- キャッチジョブ（2022年）
- マイハウスサンジョン（2022年）
- クレイジーエンカウンターシーズン4（2022年）

### ウェブドラマ
- 真夜中の少女（2015年）
- 魔女の店が再開（2022年）
- シービレッジクラウドペンション（2022年）

### ウェブ番組
- グリーンで歌う（2022年）

### ラジオ
- オンエアスピンオフ（2021年）- DJ
- GOT7ヨンジェの親友（2022年）- スペシャルDJ